# Ben Ruesink

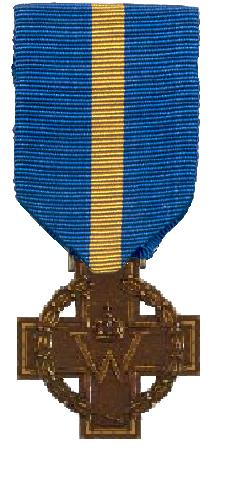
Kruis van Verdienste

Bernhard Jan Ruesink (Rambipoedji, 25 december 1919 - Kampong Kiliangkrik, 22 december 1948) was eerste luitenant-vlieger en Engelandvaarder.
Ben Ruesink was de zoon van Johan Gerrit Ruesink, gepensioneerd assistent-resident in Nederlands-Indië. In de jaren dertig kwam het gezin naar Nederland. Ben deed HBS eindexamen en studeerde twee maanden mijnbouwkunde aan de Technische Hogeschool Delft voordat hij in de Emma-mijn ging werken.  

Hij tekende als vrijwilliger voor zeven jaar militaire dienst. Hij begon in 1938 op de Koninklijke Militaire Academie in Breda maar werd in mei 1940 krijgsgevangen genomen. Na zijn vrijlating raakte hij betrokken bij het verzet. Samen met Freddy van der Upwich (1918), die ook uit Rambipoedji kwam, deed hij drie pogingen om naar Engeland te gaan. 

Op 11 juni 1941 probeerden ze vanuit Noordwijk met een kano met buitenboordmotor de Noordzee over te steken, maar al gauw liep de kano vol water, zodat ze terug moesten zwemmen. De tweede poging was precies twee maanden later. Bij de Belgische grens werden ze gearresteerd en naar het Oranjehotel gebracht. Daar zaten ze drie maanden vast. De derde poging was in november 1941. Via Zwitserland, Spanje en Portugal kwam Ruesink op 4 januari 1944 in Engeland aan. Van der Upwich had het traject sneller afgelegd en was al sinds 11 juni 1943 in Londen. Beiden kregen van de koningin het Kruis van Verdienste waarna ze op eigen verzoek bij het KNIL werden ingedeeld. 
In mei 1944 kwam Ruesink in Australië aan, waar hij 2de luitenant-vlieger werd. In juli werd hij ingedeeld bij het 120 Squadron RAAF, een eenheid opgericht om Nederlands-Indië te verdedigen. Zijn nieuwe thuisbasis werd Bandung.
Op 24 september 1945 trouwde hij met Patricia Mary Dinley uit Melbourne. Ze kregen een zoon en twee dochters, die in Melbourne geboren werden.
Ben Ruesink verongelukte tijdens de Tweede politionele actie op Midden-Java. Zijn Curtis P-40 Kittyhawk jachtvliegtuig werd in de lucht vernield na het beantwoorden van vijandelijk vuur: de M-50-bommen die zij afwierpen explodeerden voortijdig.
Hij werd begraven op het Nederlands Ereveld Menteng Pulo in Jakarta. Hij wordt herdacht op het vliegersmonument op vliegbasis Soesterberg.

## Onderscheiden
- Kruis van Verdienste, 1942
- Oorlogsherinneringskruis, 13 november 1944
- Gespen, 14 september 1948